# Uleni
Uleni – wieś w Rumunii, w okręgu Ardżesz, w gminie Brăduleț. W 2011 roku liczyła 142 mieszkańców.